# Judacili
Judacili (llatí: Judacilius) va ser un general italià del segle i aC.
Era nadiu d'Asculum al Picè i va ser un dels caps militars dels aliats italians a la guerra social l'any 90 aC. Primer va ser comandant a la Pulla on va tenir diversos èxits, i diverses ciutats, entre elles Canusium i Venúsia li van obrir les portes i altres les va conquerir per la força. Els nobles romans fets presoners van ser executats i els esclaus i comuns enrolats a les seves forces.
Unit a Tit Afrani i Publi Ventidi, va derrotar a Gneu Pompeu Estrabó, però després Estrabó va derrotar a Afrani i va atacar Picè i Judacili va córrer en ajut de la seva terra nativa, va travessar les forces enemigues amb vuit cohorts, però els romans el van rodejar. Quan va veure que no hi havia esperances, va fer matar tots els presoners enemics, va fer un banquet amb els seus amics i va fer encendre una foguera; tot seguit, va prendre verí i s'hi va tirar, just després d'ordenar als seus companys de fer el mateix.